# Leucopogon margarodes
Leucopogon margarodes är en ljungväxtart som beskrevs av Robert Brown. Leucopogon margarodes ingår i släktet Leucopogon och familjen ljungväxter. Inga underarter finns listade i Catalogue of Life.